# Arsène-Frédéric-Joseph-Vincent de Chalendar
Arsène-Frédéric-Joseph-Vincent, comte de Chalendar, né le 21 janvier 1792 à Vaudoncourt (Vosges) et mort le 19 juin 1863 à Paris, est un général de division français.

## Biographie
Arsène de Chalendar nait en 1792 d'un père officier d'infanterie. Il est fils du comte Jean-Baptiste Marguerite de Chalendar (1751-1820), lieutenant-colonel d'infanterie (1797), chevalier de l'ordre royal et militaire de Saint Louis et capitaine au régiment Royal-Auvergne et de Marie-Thérèse de La Barthe (1751-1810).
Arsène de Chalendar entre à l'école militaire de Saint-Germain le 7 janvier 1810. Il en sort sous-lieutenant ; affecté au 9e régiment de cuirassiers le 11 mars 1812, il rejoint la Grande Armée en Russie. Il est promu lieutenant du même régiment en 1813. Blessé à Leipzig, il participe cependant à la Campagne de France. En 1814, il devient brigadier de la 2e Compagnie des Mousquetaires du Roi et est affecté en octobre 1815 au 2e régiment des cuirassiers de la garde royale.
En 1823, il effectue la campagne d'Espagne comme chef d'escadron au 7e cuirassiers. Il est lieutenant-colonel du 1er régiment de carabiniers à partir du 11 septembre 1830. Il est promu colonel du 5e régiment de cuirassiers le 5 juillet 1832 et créé commandeur de la Légion d'honneur. On le retrouve colonel en 1843 au Mans.
Le 22 avril 1846, il est promu maréchal de camp  et prend le commandement des subdivisions de l'Allier et de la Nièvre. En 1850, il fait fonction d'inspecteur général de la cavalerie en Algérie. Promu général de division le 28 décembre 1852, il est membre du Comité consultatif de la cavalerie. Il est promu grand officier de la Légion d'honneur en 1855 et passe au cadre de réserve le 21 janvier 1857.
Il meurt le 19 juin 1863 à Paris.

### Famille
Arsène de Chalendar épouse en 1831 Catherine Dejardin (1805-1882), avec qui il a trois enfants :
- Clémence (1834-1914), mariée en 1859 à Gustave Mignot ;
- Edmond (1835-1875), chef d'escadron de cavalerie, marié en 1871 à Marguerite Chaperon (1847-?) ;
- Ferdinand (1843-1925), général de brigade, marié en 1882 à  Alexandrine Roguin (1857-1941).

## Décorations
- Légion d'honneur : chevalier (1813), grand officier (1856)
- Officier de l'ordre de la Couronne d'Italie

- Grand-croix de l'ordre du Nichan Iftikhar